# Rémi Boutillier
Rémi Boutillier (* 15. Januar 1990 in Briançon) ist ein französischer Tennisspieler.

## Karriere
Rémi Boutillier spielt hauptsächlich auf der ATP Challenger Tour und der ITF Future Tour. Er feierte bislang sieben Einzel- und zwölf Doppelsiege auf der Future Tour. Auf der Challenger Tour gewann er bis jetzt das Doppelturnier in Blois im Jahr 2015.

## Erfolge
| Legende (Anzahl der Siege)  |
| Grand Slam                  |
| ATP World Tour Finals       |
| ATP World Tour Masters 1000 |
| ATP World Tour 500          |
| ATP World Tour 250          |
| ATP Challenger Tour (1)     |

### Doppel

#### Turniersiege
| Nr. | Datum         | Turnier | Belag | Partner         | Finalgegner                     | Ergebnis         |
| --- | ------------- | ------- | ----- | --------------- | ------------------------------- | ---------------- |
| 1.  | 20. Juni 2015 | Blois   | Sand  | Maxime Teixeira | Guilherme Clezar Nicolás Kicker | 6:3, 4:6, [10:8] |